# Chiva

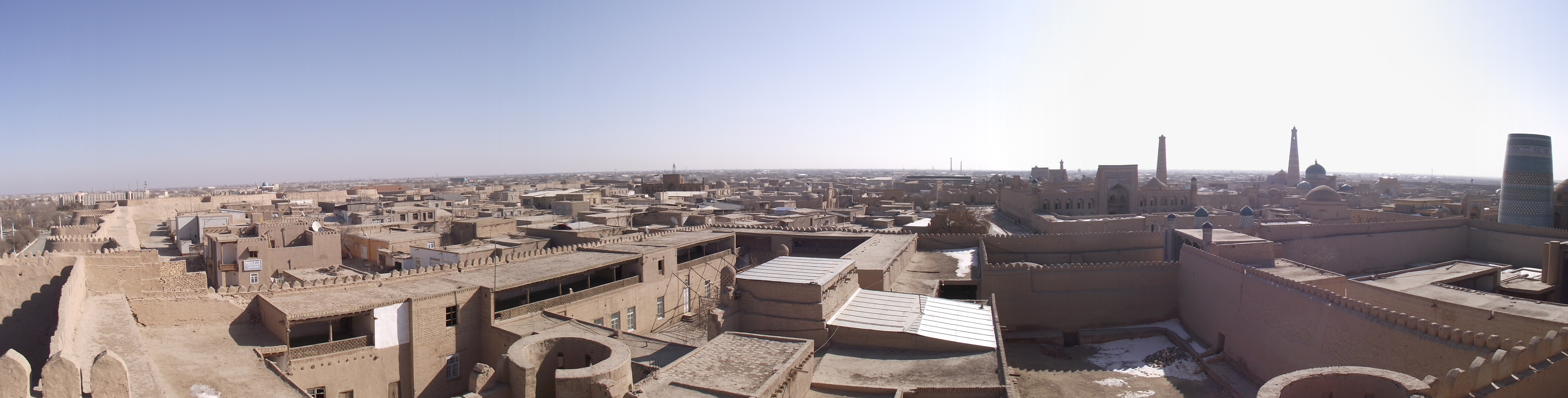

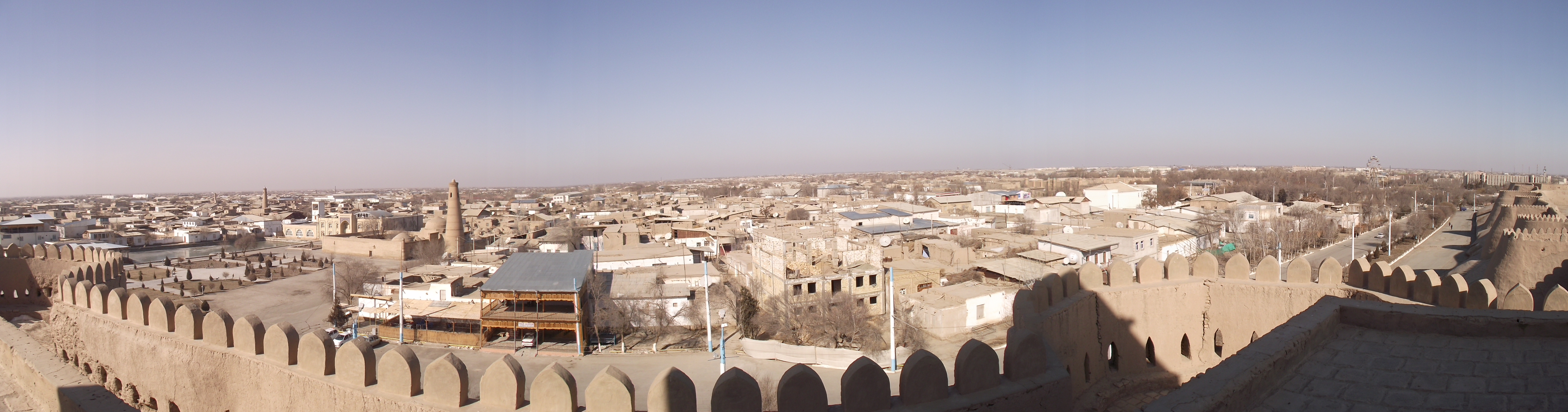

För andra betydelser, se Chiva (olika betydelser).

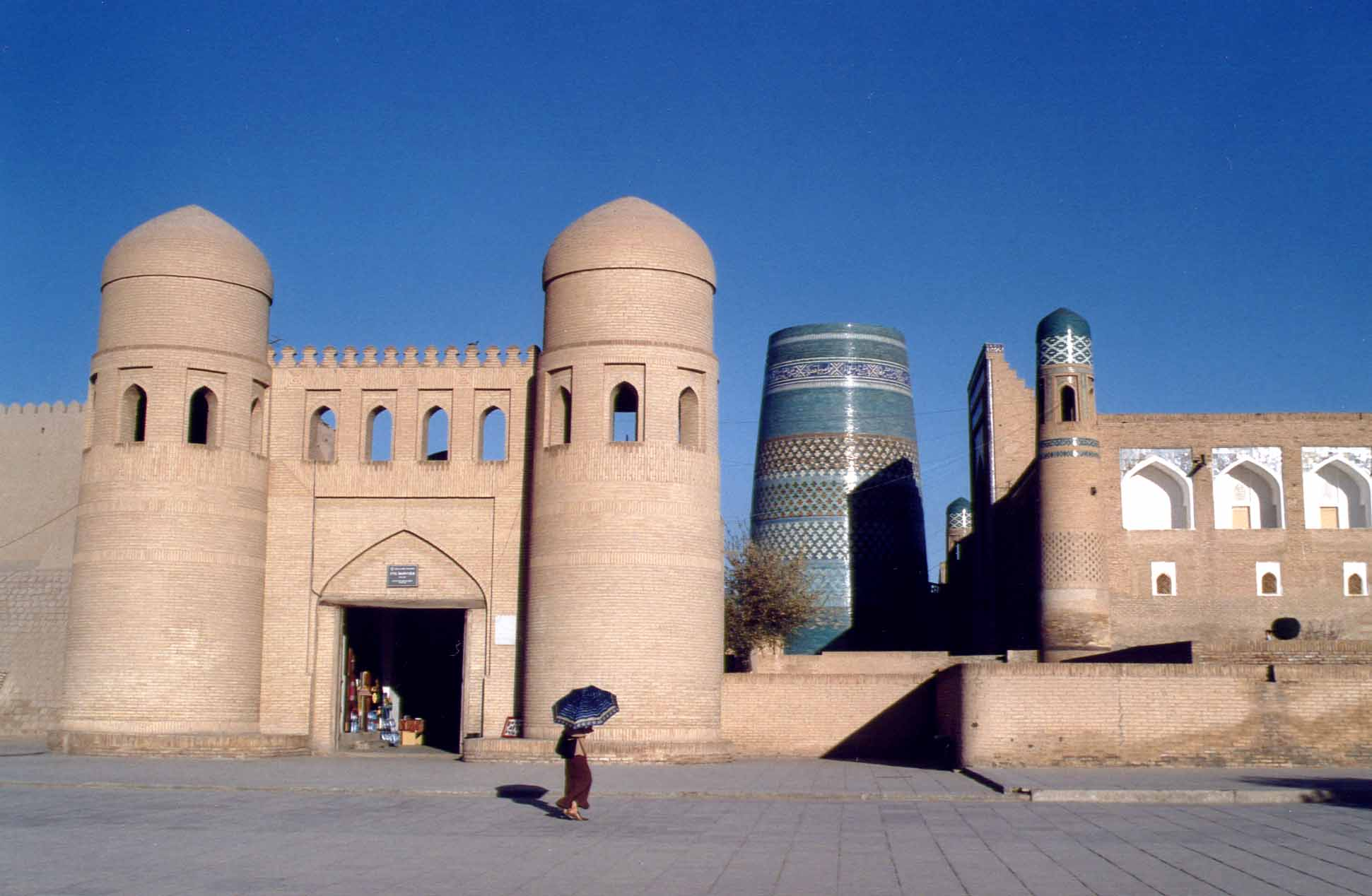
Khiva

Chiva ( även stavat Khiva och Chiwa; även Khwarezm med flera varierande stavningar; på uzbekiska Xorazm eller Xiva, persiska: خیوه eller خوارزم,) är en stad i provinsen Khwarezm (Xorazm viloyati på uzbekiska) i nuvarande västra Uzbekistan med omkring 30 000 invånare (1990). Staden har varit huvudstad i flera riken i området och är den traditionella huvudorten i regionen. I området har det funnit en serie stater. Ett oghuzturkiskt rike, Khwarezmiderna, med centrum i Khwarezm lade i början av 1200-talet under sig större delen av Persien. 